# Ellingen
Pour l’article ayant un titre homophone, voir Elingen.
Ellingen est une ville de Bavière (Allemagne), située dans l'arrondissement de Weißenburg-Gunzenhausen, dans le district de Moyenne-Franconie.

## Histoire
Ellingen a été colonisée par les Celtes et les Romains. Donc il y a un castell près de la ville. Ellingen était longtemps le siège de l'Ordre Teutonique.

## Économie
- Brasserie Schlossbrauerei Ellingen

## Jumelage
- Hohenberg-Krusemark (Allemagne) depuis 1989
- Straßenhaus (Allemagne)